# Nicoleta Nicolescu
Nicoleta Nicolescu (n. 1912, Craiova, județul Dolj, Regatul României - d. 10 iulie 1939, București, Regatul României) a fost o membră importantă a Mișcării Legionare, având gradul de comandant legionar și ocupând funcția de șefă a Cetățuilor de fete (organizațiile legionare de femei, echivalentul cuiburilor ai căror membri erau doar bărbați) din 1933, de la înființarea lor până în 1936, când a fost avansată în funcția de consilier al lui Corneliu Zelea Codreanu

## Biografie
Nicoleta Nicolescu și-a început studiile universitare la Facultatea de Filozofie a Universității din București în 1930, aderând în același an la Mișcarea Legionară. În 1933 a fost numită de către Corneliu Zelea Codreanu la direcția Cetățuilor, secțiunea feminină a Mișcării Legionare, secțiune minoritară ca efectiv în cadrul Legiunii (în 1937, dintre cei 487.000 de membri, doar 8% erau femei). 
Viziunea Nicoletei Nicolescu privind rolul femeii în activitățile Legiunii era diametral opusă opiniilor lui Codreanu sau ale lui Mihai Stelescu, pentru care femeile ar fi trebuit să se ocupe doar de activitățile menajere pentru a-și păstra feminitatea. Nicoleta Nicolescu era partizana unei implicări mai importante a femeilor în activitatea legionară, în acțiuni comune cu cele ale bărbaților, inclusiv în acțiuni paramilitare sau de sabotaj.
Nicolescu a rămas la conducerea Cetățuilor până în 1936 când a fost avansată în funcția de consilier al Căpitanului Corneliu Zelea Codreanu, conducerea Cetățuilor fiind preluată de comandanta legionară Lucia Trandafir, Nicolescu păstrând însă un rol de consiliere a acesteia.
A fost arestată la sfârșitul anului 1938, împreună cu alți membri ai organizației legionare, fără să-i fie aduse acuzații specifice. A fost torturată și asasinată de autorități, corpul fiind apoi incinerat, iar cenușa îngropată într-un loc anonim.